# Ismail Rabee
Ismail Rabee (en árabe: إسماعيل ربيع جمعة‎; Emiratos Árabes Unidos, 11 de enero de 1983) es un exfutbolista de los Emiratos Árabes Unidos que jugaba en la posición de guardameta.

## Carrera

### Club
| Periodo   | Club                       |
| --------- | -------------------------- |
| 2000-2009 | Al-Shabab Dubai            |
| 2009–2011 | Al-Nasr SC                 |
| 2011–2012 | Al Ain FC                  |
| 2011–2012 | → Al-Shabab Dubai (cedido) |
| 2012–2014 | Al-Shabab Dubai            |
| 2014–2015 | Al-Wasl FC                 |
| 2015–2016 | Al-Shaab CSC               |
| 2017–2018 | Emirates Club              |
| 2018–2019 | Al-Taawon Club             |

### Selección nacional
Jugó para Emiratos Árabes Unidos en una ocasión en 2006, estuvo en la copa Asiática 2007 y en la Copa de Naciones del Golfo de 2007 pero no jugó.

## Logros

### Jugador
- UAE Pro League (1): 2007-08
- Copa de Clubes Campeones del Golfo (1): 2011

### Selección nacional
- Copa de Naciones del Golfo (1): 2007